# 居酒屋

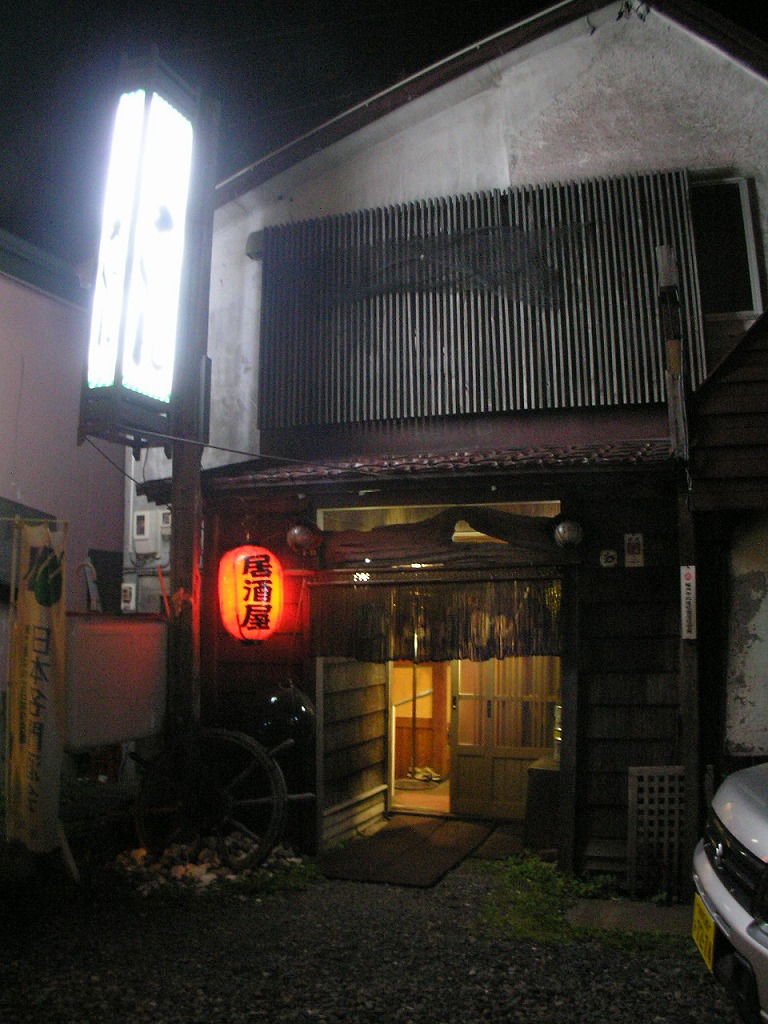
最果ての居酒屋（北海道稚内）。居酒屋にこうした、どことなくうらぶれた雰囲気を求める客も多い。

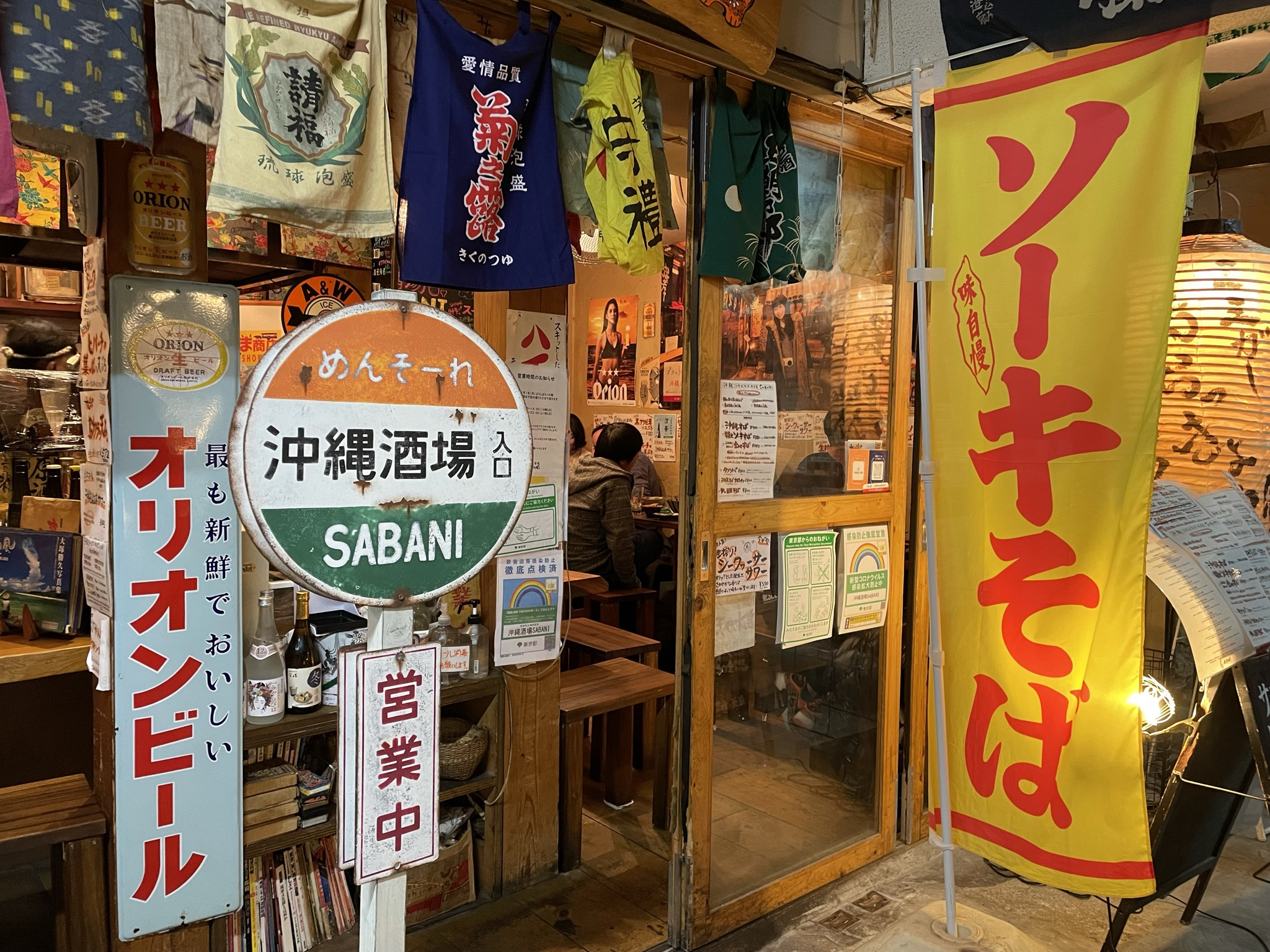
カラフルで開放的な沖縄酒場(写真は東京都内の店)

居酒屋（いざかや）とは、酒類とそれに伴う料理を提供する飲食店で、日本式の飲み屋である。バーやパブなどは洋風の店舗で洋酒を中心に提供しているのに対し、居酒屋は和風でビールやチューハイ、日本酒などを提供する店が多く、バーやパブに比べると料理の種類や量も多い。

## 概要

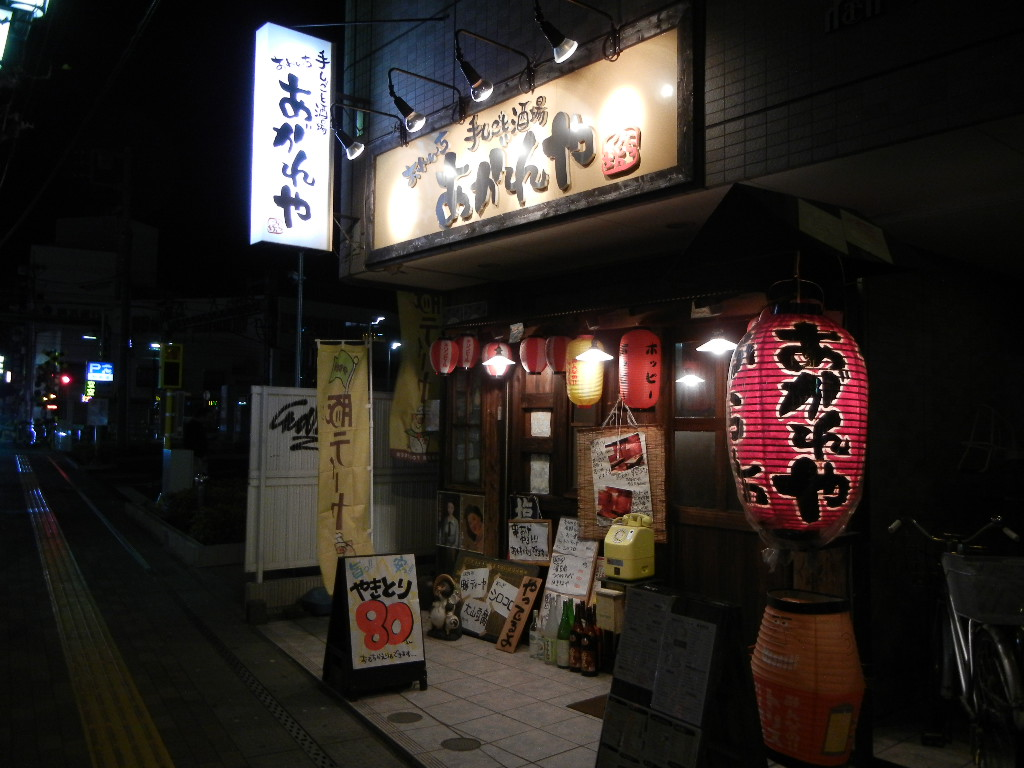
昭和時代のイメージの居酒屋

装飾や提供する飲食類は和風のことが多いが、あえて洋風にすることにより他店との差別化を図る店もある。また、新鮮な魚介類を提供していることを強調するため店内に活魚用の生け簀を作る店や、カウンターを作って目の前で調理をしてみせる店など、様々な工夫を凝らした店が増え多様化している。チェーン店においてはセントラルキッチンにおいて調理済みの料理を提供する店が多かったが、近年は「店内調理」を前面に出してセールスポイントとするチェーンも少なくない。

## 居酒屋の歴史

### 日本の居酒屋

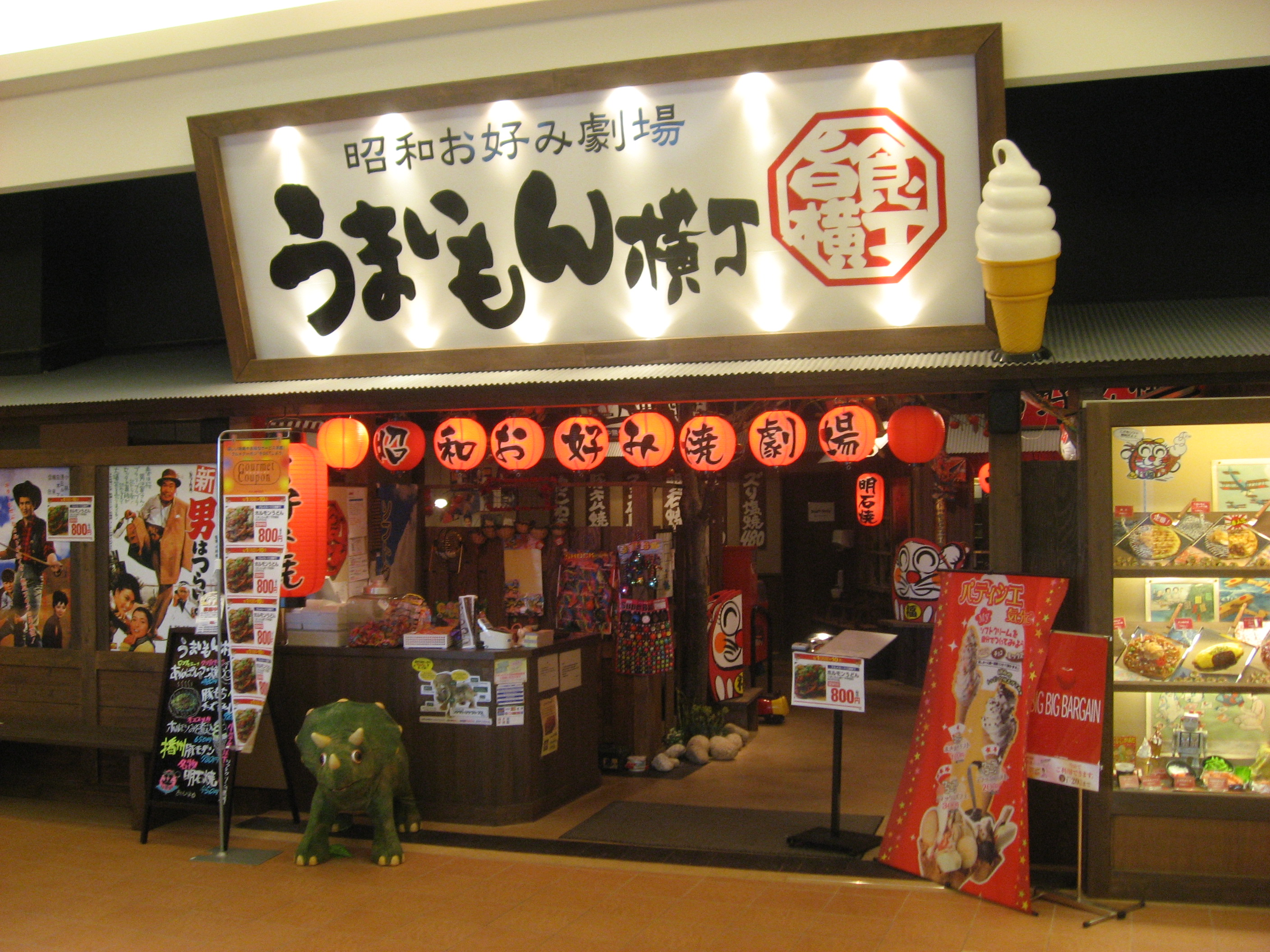
昭和の雰囲気を再現した居酒屋チェーン店（うまいもん横丁）

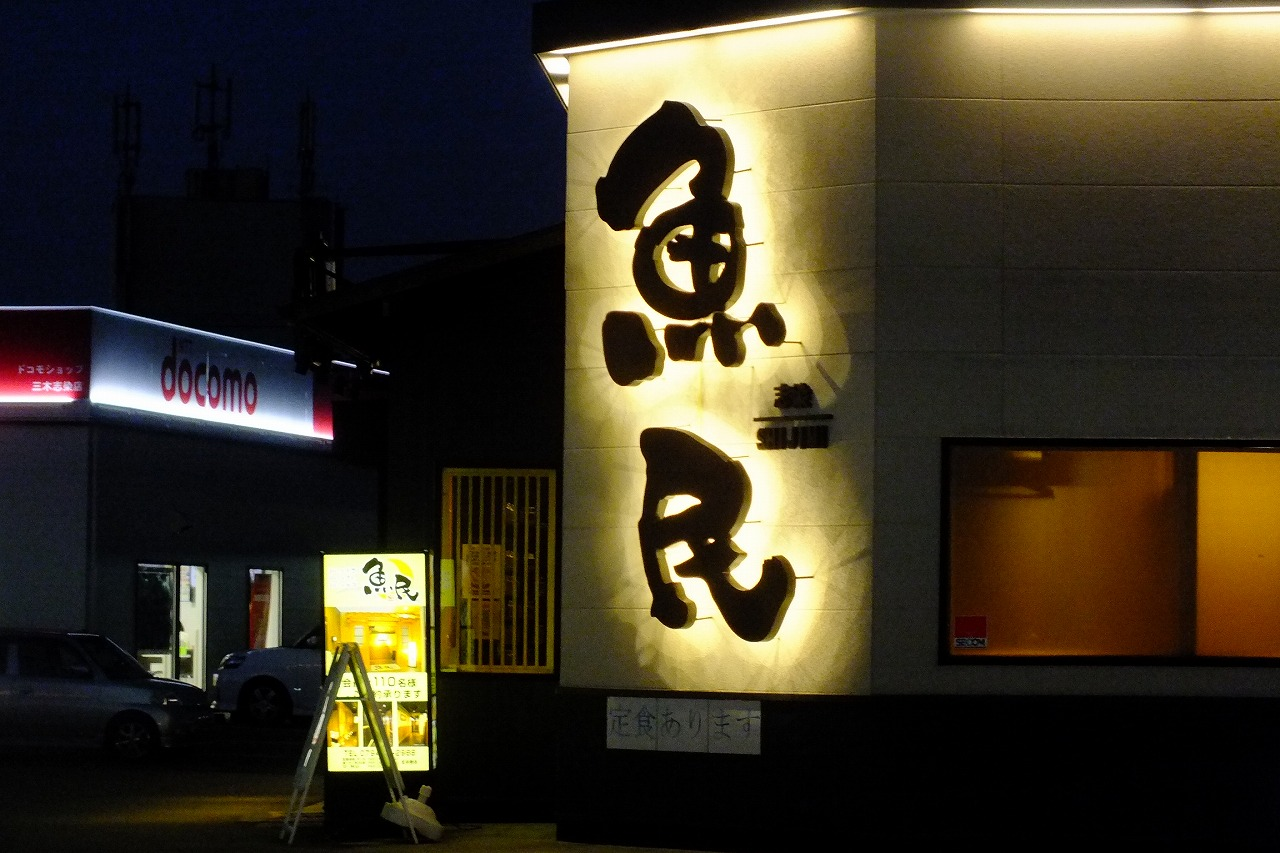
外観内装共に現代風にアレンジされ家族連れなどもターゲットにした居酒屋チェーン店（魚民）

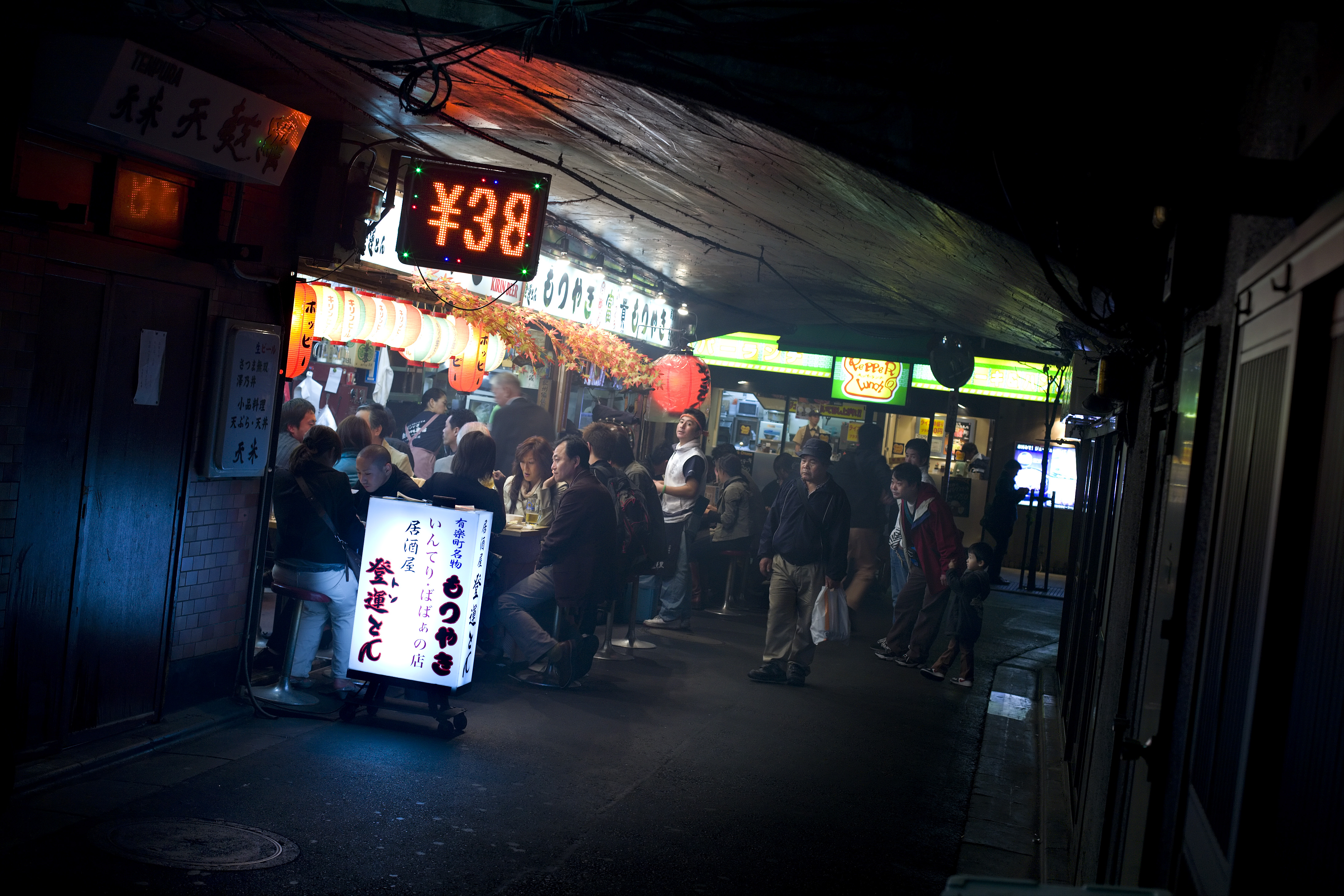
裏町の雰囲気の居酒屋

『古事記』に登場する逸話や歌から、8世紀初頭までには定着していた。「造酒司（みきのつかさ）」と呼ばれる役所の管轄の下、醸酒料としての米が租税として徴収された733年の記録が残っている。797年に書かれた『続日本紀』には、761年に葦原王が居酒屋で酔って殺人事件を起こした記録が残っている。ただしこの時は中国大陸の言葉である「酒肆（しゅし）」と書かれていた。
奈良時代になると貨幣経済も始まり、仏教寺院などで酒の醸造と提供が始まり、神社関連も醸造を行うようになる。やがて平安時代から室町時代にかけて民間業者が醸造を行うようになり「醸造屋」と呼ばれるようになった。「醸造屋」は当初、貴族階級の富裕向けであり、庶民の飲酒行為は、811年の規制法等によって、祭り以外の飲酒が規制されていた。醸造屋が全国に波及するのは、11世紀頃と言われている。
鎌倉時代になると貨幣経済が都市部で本格化し、武士階級に酒を提供する醸造屋が現れた。これらは「好色家」と呼ばれ、酒類の提供だけでなく売春業も行っていたようである。酒を巡ってのトラブルも多発したため、1252年（建長4年）の10月には、酒壺の破棄指令が出たほどである。その後、鎌倉時代の末期になると、ようやく商人階級に酒類を提供する醸造屋が登場する。
室町時代になると醸造屋は一定の権力を持ち、幕府から課税対象とみなされるようになる。この頃の醸造屋は同時に金貸しをやっており、庶民に対して積極的に金を貸すと同時に、酒類も提供していた。また室町時代から、醸造と提供の分離が始まり、酒の提供に特化した「酒屋」や茶も出す「茶屋」が登場するようになる。その後戦国時代になると各大名が領内の経済強化のために酒屋や茶屋を積極的に保護した。都市部や街道沿いには庶民相手の居酒屋が建つようになる。
居酒屋の本格的な発展は江戸時代頃になる。酒の量り売りをしていた酒屋（酒販店）で、その場で酒を飲ませるようになり、次第に簡単な肴も提供するようになった。酒屋で飲む行為を「居続けて飲む」ことから「居酒」（いざけ）と称し、そのサービスを行う酒屋は売るだけの酒屋と差別化するために「居酒致し候」の貼紙を店頭に出していた。現在でもこうした酒販店に付属する形式の立ち飲みスタンドは残存しており、近隣住民の気軽な社交場として機能している例も見られる。他にも煮売屋が酒を置くようになったことに始るもの、また屋台から発展したものなどの別系統もある。江戸の男女比率は男性へ極端に偏っており、一人住まいの独身男性が多かったことから酒が飲めて簡便に食事も取れる居酒屋は大いに広まり、江戸後期の文政年間（1818年～1830年）頃に、江戸市中には居酒屋が1800軒以上存在したとされている。一方、農村部は最後まで居酒屋の普及が遅れ、18世紀後半まで待たなくてはならなかった。
明治時代になると文明開化の名の下、ビールなど洋酒が流入し、1899年には東京の銀座に富裕層向けの「恵比寿ビアホール」が設立された。その後、カフェやキャバレー等の洋風居酒屋が相次いで流入した。1939年にはビール生産量が太平洋戦争前のピークを迎えている。太平洋戦争末期の1944年、『決戦非常措置要綱』により多くの飲食店やカフェーが閉店に追い込まれ、一方で1人ビール1本または日本酒1合に限る公営の国民居酒屋が登場した。
戦後の1960年を境に日本酒と洋酒の消費量が逆転することになった。
1970年代頃までは居酒屋といえば男性会社員が日本酒を飲んでいる所というイメージが強かったが、近年は女性にも好まれるようにチューハイやワインなど飲み物や料理の種類を豊富にしたり、店内装飾を工夫したお店が多くなり、女性だけのグループや家族連れを含め、誰でも気軽に利用できる場所というイメージが定着しつつある。
特に1980年代頃から居酒屋のチェーン店化が進んだ。このことで、居酒屋は安く、大人数が集まることができ、少々騒いでもよく、様々な人の好みにあわせて飲み物や料理を選べるというメリットを持つようになった。このため、学生・会社員・友人同士などのグループで「簡単な宴会」を催す際の会場としてよく用いられている。チェーン店を中心に基本的には低価格で気軽に飲食できることを売りにしている店が多く、そのため男女に関わらず広い層を顧客としている。

### 中国の居酒屋
中国でこれまでに確認されている最古の酒の痕跡は、紀元前7000年頃の土器に付着していた酒粕である。内訳は米や葡萄、蜂蜜などの成分が含まれていた。当初は華北に殷や周の王都が建国されたため、麦栽培が盛んになる紀元前270年以前は黍や粟の酒が、それ以後は麦の酒が飲まれた。稲作は気象条件の都合上、華中と華南でしか栽培できなかったため、米の酒が流通するのは、秦の中国統一による紀元前3世紀頃と言われている。
その後、紀元前6世紀頃の春秋時代に布銭や刀銭、そして紀元前403年から紀元前221年までの春秋戦国時代にかけては青銅貨の円銭が流通した。これら貨幣経済の誕生と共に居酒屋や酒類を提供する宿屋は誕生したと見られている。古代中国では、民衆の酒盛りは禁止されており、漢の法律には『三人以上故なくして酒を群飲すれば、罰金4両』と規定されていた。ただし、国家の慶事の際には民衆の宴会は許されたようである。このことから古代の居酒屋は、富裕層向けに特化した店だったようである。
その後居酒屋は、唐代の頃になると、各都市部に庶民向けの店が出始め、「酒肆（しゅし）」や「酒楼（しゅろう）」、「酒家（しゅか）」などと呼ばれた。これらは、当時の詩人であった李白や杜甫によって歌に詠まれている。各都市の街道沿いには宿屋を兼ねる居酒屋が軒を並べ、看板である「酒旗」を掲げ、ウイグル系の酌婦などが働いていた。当時は夜間の営業が禁止されており、深夜営業は宋朝の時代まで待たなくてはならなかった。またこの唐の時代に、詩人の王翰が葡萄酒を歌に詠んでいるが、ワインのような代物ではなく米と葡萄汁をブレンドした醸造酒だったようである。その後はアラビアから蒸留酒が伝来し、「白酒（パイチュウ）」と呼ばれて富裕層が嗜んだ。蒸留酒が庶民に出回るのは20世紀になってからである。
宋の時代になると居酒屋は「酒壚（しゅろ）」と呼ばれるようになり、12世紀初頭の北宋の頃には、酒を蒸気で蒸して加熱殺菌する世界初の試みがなされている。居酒屋が庶民に広がった頃、同時に仏教の寺院等で茶館と呼ばれる飲茶の文化が広まった。居酒屋の持つ多機能性は茶館に集約され、共産党による一党支配がなされるまで、その機能を維持し続けた。現在では「酒家」はレストランを差し、「居酒屋」は日本から逆輸入されて使用されている。

### 古代オリエントの居酒屋
紀元前18世紀の古代バビロニアには既に居酒屋が存在していたとされる。当時の居酒屋は無償提供であり、有償の提供は下賤行為とみなされ、居酒屋は下層民の店として上流階級から侮蔑された。この傾向は貨幣経済が浸透した紀元前7世紀以降も継続する。記録としての居酒屋の最初の記述はバビロニアの法律集ハンムラビ法典であり、代金は大麦、賭けの禁止や尼僧の来店禁止などの細かい規定が存在した。
その後紀元前1300年頃には古代エジプトにも広まっており、この時代の王であったラムセス2世の王都ではビール、ワイン、蒸留酒等が売られ、特にビールは国民飲料と言って良いほど頻繁に飲まれたようであるが、ワインは気候柄栽培できなかったため輸入に頼っていた。やがて紀元前670年頃にリディア王国の貨幣鋳造が始まると貨幣経済が浸透する。紀元前の二桁の年数になると尼僧禁制も解かれ、居酒屋は娯楽施設に変容した。居酒屋が世界に伝播して行ったのは宗教のおかげであり、三大宗教のうちの一つであるキリスト教と、その祖先であるユダヤ教は飲酒を悪としなかったため、この2つの宗教が存在するところには自然と居酒屋が発生した。
貨幣経済が当たり前となった紀元前5世紀頃の居酒屋は宿屋の機能も兼ね、古代ギリシャでは多くの詩人や歴史家、演劇人が居酒屋の記録を残している。ギリシャの居酒屋には、ギリシャ以外の外国人や、商人、巡礼者、ヤクザ者、放浪者、奴隷出身の水夫や肉体労働者など下層民が溜まり場として、売春や窃盗、果ては盗賊などのアジトと化していた物まであった。特に物流が集結するアテナイや古代の植民都市であったビザンティウムには居酒屋が多く立ち並んだが、上流階級は相変わらず居酒屋を忌み嫌い、アレオパゴス集会で居酒屋入店を禁止したり、哲学者のプラトンが『飽くなき利益を追求する商売行為』と非難したほどである。またギリシャの居酒屋では、ブドウ栽培やワイン醸造が発達したため、ビールよりワインが好まれた。
時代が進んだ古代ローマの居酒屋兼宿屋は「タベルナ」と呼ばれ、宿屋と共に厩が併設された。軒に酒の神ディオニソス（ローマ呼びではバッカス）の化身であるキヅタの枝束を吊るして看板としていたようで、ほかにも熊や鷲、オリーブ、車輪、剣がモチーフになった。ローマやイタリアなどの都市を繋ぐ街道沿いの居酒屋は「カウポーナ」と呼ばれ、1階が食堂で2階が寝室と様式化された。純粋な居酒屋は「ポピーナ」と呼ばれ、女性店員は売春婦として日常的に居酒屋の2階で商売をしていたようである。ローマは紀元前2世紀ギリシャを征服するが、征服前はビール、征服後はギリシャ文化に倣ってワインを好むようになった。
ローマ時代も相変わらず居酒屋は下賤なものとされたが、第2代ローマ皇帝ティベリウスや第3代カリグラ、第4代クラウディウス、第5代ネロ、第8代ウィテリウス、第17代ルキウス・ウェルス、第18代コンモドゥスの歴代皇帝は居酒屋通いをしていたとされる。特にティベリウスは「ビベリウス」（のみ助）のあだ名を称されるほどの酒好きであった。ローマの居酒屋は大体夕方の16時に開店し、祭日ともなると深夜営業を行った。日没後は香を炊くなど客への配慮も怠らなかった。ローマ時代の居酒屋には飲酒と売春業の他に賭博業が新たに加わり、特にサイコロ賭博が盛んに興じられ娯楽性が強調されていく。居酒屋はローマ帝国の発展と共に各属州に広まっていくが、ローマ帝国の終焉と共に一度全滅の憂き目に遭う。中世ヨーロッパ初期の領主たちがギリシャやローマの貴族たちのように、自分の領地内での酒類の地産地消を行い、商売としての居酒屋を認めなかったためである。

### ヨーロッパの居酒屋
ヨーロッパで居酒屋が登場するのは11世紀頃である。荘園制度による農地改革で農奴たちが土地を経営できるようになったからだった。各村々や都市との交流が再び活発化し、折しも十字軍の時代であったために多くの巡礼者がこの交流に拍車をかけた。王が最後まで居酒屋認可の利権を独占したイギリスと異なり、ヨーロッパ大陸では権力者たちが早々と認可権を手放したため、地方の有力者や教会、修道院などが積極的に居酒屋を経営するようになった。やがて彼らは自分たちが開いた居酒屋以外での飲酒を禁止する居酒屋禁制を公布することとなる。
ドイツではビール、フランスではワインが主だった禁制対象であり、長らく諸侯たちの利権であり続けた。こうして誕生した居酒屋には都市と農村で明確な違いが現れる。都市の居酒屋は上流と下流の人々による棲み分けが行われ、上流では嗜好品としての酒類の提供、下層ではそれに加えての売春、賭博による娯楽の提供に特化していく。一方農村では居酒屋自体が村のコミュニケーションの場となり、世代や性別を問わず人が集うだけでなく、行政や司法などの村の機能を代行する一大コミュニティーセンターとなっていった。
1647年にイタリアのベネチアにアラブ発祥であるカフェが伝来すると、やがて勃発したフランス革命による封建制の崩壊と上流社会文化の開放により、瞬く間に欧州全土に広がる。18世紀の後半に大衆向けのカフェが出来るようになるとリキュールなどの酒類の提供が盛んに行われ、加えてレストランやホテルといった外食産業による酒類の提供も盛んになった。居酒屋の役割はこれら新興の飲食店が果たすようになる。また低温殺菌や冷凍保冷など、酒類を長期間保存できる技術革新も居酒屋を衰退させる間接的な要素となった。革命の伴う封建制の崩壊は、農民たちを都市部に招く結果となり、多くの労働者が発生した。
19世紀になって登場した週払いの給金システムによって、居酒屋は労働者たちの週末の息抜きの場になっていく。二日酔いに伴う月曜日の欠勤が多発し、「聖月曜日」が一時期習慣化する事態となった。19世紀から20世紀にかけて、アメリカ合衆国に端を発した禁酒運動の影がヨーロッパに広がったが、いずれの国でも禁酒法が成立されることはなく、仮に成立してもすぐに廃止された。しかし禁酒運動は、酒類輸送を人員輸送に転換した鉄道旅行の発達や識者たち啓蒙によるスポーツの振興を促す要因となった。

### イギリスの居酒屋
西暦43年にローマがブリタニアに侵攻する以前、ケルト人は古代フェニキア人から教わったビールを、紀元前2世紀か紀元前1世紀頃には既に常飲していたようである。ローマ以後、455年に民族大移動に伴うアングル人とサクソン人の入植、そして1066年のノルマン人による征服でも、ビールを飲む習慣は変わらなかった。イギリスのビールはエールと呼ばれ、常温での上面発酵させたホップなしのビールである。
イギリスでのビールは各個人の家庭で作られ、それを近隣住民や旅行者たちに分け与えたのが居酒屋の始まりで、居酒屋が「エールハウス」と呼ばれるのもここから来ている。初期の居酒屋は家庭発祥の経緯から女性経営者が多かったが、専業となるに伴い醸造等の肉体労働に対応するため、男性経営者が増えていく。特にイギリスの場合は身分の低い者たちが経営者となり、毛織物業や皮革業などの兼業で生計を立てることが多かったそうで、居酒屋が専業として免許による認可制になったのは1552年である。
その後居酒屋は、宗教改革に伴う価値観の変化によって聖と俗の分離がなされ、飲酒が涜神行為とみなされるようになる16世紀から17世紀にかけて爆発的にその数を増やしていく。この頃の居酒屋は、宿屋の側面が強い「イン」と「エールハウス」、ワインを専門とする「タヴァン」の3種類に分かれていた。このうちタヴァンにはイギリスの上流階級が頻繁に通うようになり、格差が生じるようになった。また農村では共同体の交流の場となり、会合や商談、選挙投票や裁判などが行われた。
19世紀頃になると居酒屋は「パブリックハウス」、通称「パブ」と呼ばれるようになるが、居酒屋としての多機能性は徐々に失われ、純粋に酒類を提供する店に特化する。当時有名だったパブは「ビクトリアンパブ」であり、パブ内において上流（サルーン、パーラー）と中流、下流に階層順に別れていた。やがて上流向けは会員制クラブやサロンに移行し、パブは下層民の店となる。当初パブでは、エールとビールが良く飲まれたが、17世紀にオランダから伝来したジンを主立って提供する立ち飲み形式の「ジンパレス」が猛威を振るう。その後は踊りやショーを提供するミュージックホールが主流となるが、1843年の劇場法によって演劇が禁止され、音楽と踊りのみ認可されて今日に至る。

### フランスの居酒屋
フランスではキリスト教の教会や修道院が居酒屋の起源であり、客は多くが巡礼者たちであった。しかしカエサルが紀元前1世紀にガリアに侵攻（ガリア戦争）を行った時まではビールが主に飲まれており、今日フランスの代名詞であるワインはカエサル率いるローマ人によってもたらされたものである。ワインはまず南部でのブドウ栽培が盛んになり、10世紀頃からセーヌ川やロワール川流域で王権と繋がりの深いクリュニー会の教会や修道院で盛んに醸造され、ミサなどに使用された。11世紀頃にバイキングの侵攻を受けたのを機に、現在のブルゴーニュ地方に栽培拠点を移してからはクリュニー会に異を唱えたシトー会の修道士たちによって、フランス全土に広まっていったのである。
フランスの居酒屋は、宿屋の機能を持つ「オベルジュ」や「ホテル」、大衆飲み屋としての「キャバレー」や「タヴェルン」、安価で食事を提供する「ガルゴット」、そして18世紀の首都パリ郊外で多く見られた「ギャンゲット」がある。18世紀から19世紀にかけてワインが大衆化されるようになってから居酒屋の進化が起こり爆発的にその数を増やした。「ガルコット」は「ターブル・ドート」、「タヴェルン」は「アソモワール」に呼び名が替わり、また喫煙者限定の酒場である「タバジー」、ビールを主に提供する「ビストロ」や「ブラスリ」が登場するが、実際には居酒屋の種類の境界は曖昧であった。
居酒屋の数は19世紀に激増し、1789年は10万だったのが、1830年に28万、1914年にはおよそ50万店舗にまで拡大した。パリだけでもフランス革命時代に公式で3000ほどだった店舗が、1840年代後半には4500、1870年には2万2000、19世紀末では3万に達する。パリの居酒屋は中世時代の多機能が色濃く残り、労働者たちの出会いの場や職業斡旋、ストライキの会合まで行われた。賃金が居酒屋で支払われたメタルコインの換金システムも、居酒屋の多機能性を残す要因となった。やがて居酒屋内に音楽と芸能が流入し、「カフェ・コンセール（音楽カフェ）」と呼ばれる店舗が登場してくる。1867年に芸人の衣装に関する規定が緩和されたことで、居酒屋の娯楽性はさらに高まる。1881年にロドルフ・サリによって、近代的な居酒屋であるキャバレー「黒猫」が登場したことで、居酒屋は各界著名人が集う一大サロンと化していった。

### ドイツの居酒屋
ドイツでも、居酒屋は領主でもあった教会や修道院が巡礼者のために酒類を提供するようになったのが起源であり、修道院内に「修道院居酒屋」と呼ばれる施設を堂々と開いていた。「修道院居酒屋」は開かれたものであり、村人たちが気軽に飲みに来られる場所であった。
ドイツでは当初ワインが主体であったが、16世紀頃に発生した後氷河期によって南部地方のブドウ栽培が不可能となり、18世紀頃になるとビールが主体となった。世界最古のビール醸造所があるヴァイエンシュテファンは、ベネディクト会の修道士たちが中心となって1021年に建てた修道院が発祥となっている。またビールに付き物のホップも直後から添加されていた。1516年にバイエルン公ヴィルヘルム4世が発布したビール純粋令によって、ドイツのビールはより洗練された物となっていき、1871年のドイツ統一までの間、ドイツではビール令を順守した上で様々な地域性のあるビールが醸造され続けた。
1524年から1年間起きたドイツ農民戦争や17世紀の30年戦争では、村々の居酒屋が蜂起した農民たちの集会所となり、集会のみならず平常時でも雑貨屋や、食料品店、商談事や裁判、銀行業務、軍人募集まで請け負う多機能性を有していた。利用する人間も富裕層から貧困層まで幅広く、男女や年齢による制限も比較的ゆるいものであった。このことを都市部の人々は快く思っておらず、マルティン・ルターなどは、「祝日に行われているあらゆる悪徳の場」と蔑んでいる。
フランス革命が勃発すると教会や修道院の領地は没収され、「修道院居酒屋」も閉鎖されてしまう。このフランスでの革命を機に、ドイツ国内でも近代的なカフェやキャバレーが登場し、1901年にエルンスト・フォン・ヴォルツォーゲンによるキャバレー「彩色劇場」の登場によって一層の娯楽性を強調していったが、より劇場型に特化して政治風刺の強い社会性を強めていく。戦間期のワイマール共和国時代になってこの傾向は一時期廃れるが、共和制末期の4年間に再び活気づく。しかしナチ党の権力掌握が進んだ1935年、最後の一軒が閉店し、ドイツキャバレーの歴史は幕を閉じる。
一方でドイツのカフェは、バイエルン王政時代からの醸造所を改造したミュンヘンの「ホフブロイハウス」を筆頭に、1928年時点の首都ベルリン市内で1万6000軒を数える規模にまで発展する。特にホフブロイハウスは、後にナチス・ドイツ総統となるアドルフ・ヒトラーが1920年に国民社会主義ドイツ労働者党（ナチ党）を結成した場所として有名である。
1928年にはベルリン市内に、2500人収容可能な巨大カフェ「ハウス・ファターランド」が完成し、ドイツのみならず、スペイン、トルコ、東欧、日本などの様々な様式の居酒屋がカフェ内に開設され、ダンスホールや映画館、オーケストラによるショーを連日行う世界最大の娯楽施設として、年間100万人の来場者を記録したという。この来客層は当時の中産階級であり、ナチスの支持基盤層であったためカフェは禁止されなかった。ハウス・ファターランドは第二次世界大戦で爆撃を受けて損傷し、1953年に破壊されている。ドイツは最も遅くショービジネス形式の居酒屋が伝来し、居酒屋の持つ多機能性を最も残した国となった。

### スペイン・東欧の居酒屋
スペインでは、聖ヤコブの墓へのサンティアゴへの巡礼を行う者たちのための居酒屋が、宿屋の併設という形で11世紀頃からレコンキスタの余波もあって北部から南部にかけて急速に発達していった。街道沿いの宿屋は「ベンタ」と呼ばれたが、治安や設備等が粗悪であり、待遇は良くなかった。一方東欧では、1453年のビザンツ帝国崩壊に前後して、バルカン半島一帯がオスマン帝国の勢力下となり、北部のスラブ地方ではドイツ騎士団によるプロイセンの建国により、居酒屋も大きく様変わりする。東欧南部では都市型の居酒屋が、北部では農村型の居酒屋が多くみられるようになっていく。

### ロシアの居酒屋
ロシアの居酒屋の歴史は13世紀頃にアラビアから伝来したウォッカに始まる。1480年にモスクワ大公国の都市部に「カバキ」と呼ばれる居酒屋が誕生する。飲まれたのはやはりウォッカであった。初期のカバキは国営であり、貴族専用店であったが、直ぐに富裕層に解禁され、17世紀には私営店も認可されるようになった。この辺りまでのウォッカは高級品で、低所得の市民や農民は雑穀から作ったクワスと呼ばれるアルコールの度数が低い酒を飲んでいたようである。農村部までにウォッカの出す居酒屋が広まるのは19世紀になってからである。この頃になると、カバキは高所得者向けの居酒屋の名称となり、低所得者向けの居酒屋は「シノーク」と呼ばれるようになる。

### アメリカの居酒屋
北米大量における英国の植民地政策が始まると、居酒屋は宿泊機能を持った「タヴァン」と呼ばれ、欧州の多機能性を有したコミュニティセンターであった。アメリカ合衆国の独立後、19世紀中頃になると高級宿泊施設のホテルが大陸北部に登場し、フランスの入植も始まって居酒屋は「サロン」あるいは「サルーン」と呼ばれた。19世紀末期の居酒屋はアメリカ大陸に約30万軒ほどが大陸北部の工業地区に集中して存在しており、労働者たちの週末の息抜き場だった。
しかし19世紀に起こった禁酒運動と1919年に成立したボルステッド法（禁酒法）によって、居酒屋は存続に危機に晒される。だが飲酒行為そのものは禁止されなかったため、非合法の居酒屋が存続し、1931年当時には22万軒を数えるまでに発達した。この急速な居酒屋の発展には、アル・カポネなどのギャング団やマフィアが大きく関わっていた。1933年に禁酒法が撤廃されると、居酒屋は一気に酒類を専門に提供する店へと変わっていくが、これは禁酒法時代に発展した映画観賞や野球観戦など娯楽が多様化したためである。

### アラビア地域の居酒屋
7世紀の622年にイスラム教が成立する以前は、アラビア半島周辺ではごく普通に酒が飲まれ、アラビア語で「ハーヌート」と呼ばれる居酒屋が存在していた。アラビア圏では主に「アラック」と呼ばれる蒸留酒や「ナビーズ」と呼ばれる醸造酒が飲まれたが、地域によっても特色があり、中部ではナツメヤシ、イエメンでは蜂蜜酒があり、北部にかけてはワインやビールが古代から常飲された。
イスラム教成立以後も権力者たちの飲酒行為は止まらなかった。これはイスラム教自体が禁酒を厳格化しなかったためである。歴代のカリフたちは公然と酒に溺れ、例外は居酒屋禁止令を行ったウマイヤ朝の第8代目、ウマル2世くらいだと言われている。特にウマイヤ朝の第11代目であるアル・ワリード2世は、禁酒を説くコーランを破壊するパフォーマンスを行うほどの享楽家であった。その後アッバース朝の時代になると、異教徒であるキリスト教徒やユダヤ教徒が運営する居酒屋が普通に出店されるようになる。酒や関連する店舗は王朝に多大な税収をもたらしたため、黙認されたのである。
16世紀になってアラビア圏にカフェが発生する。ただしアラビアのカフェは15世紀の中頃にアフリカから伝わったコーヒーが主体であった。カフェは16世紀の中頃までにはアラビア圏を網羅し、後期にはモスクに隣接するような大規模な店も出店するようになった。アラビア圏ではカフェの隆盛が契機となって禁酒の傾向が進み、コーヒーの飲用が奨励された。しかし酒類の提供は水面下続けられ、現在でも都市部などで細々と行われており、厳格なサウジアラビアやスーダンでも密造酒が流通しているほどである。

### インドの居酒屋
インド亜大陸は10世紀や16世紀にイスラムの支配を受けたが（ムガル帝国など）、イスラム教の浸透は支配者階級のみであり、大多数の市民たちはヒンドゥー教の教えを守り通した。そして飲酒の規律も、古代のマヌ法典によって、蒸留酒であるスラー酒の飲酒が禁止され、醸造酒であるソーマ酒が認められていたが、それはごく建前であり、都市部には両者を提供する多くの居酒屋が軒を並べていた。しかし近代に入ると、インド独立を指揮したマハトマ・ガンジーの禁欲主義と、彼が率いたインド国民会議派の政策により、居酒屋の数はごく少数となっている。

## 呼び方

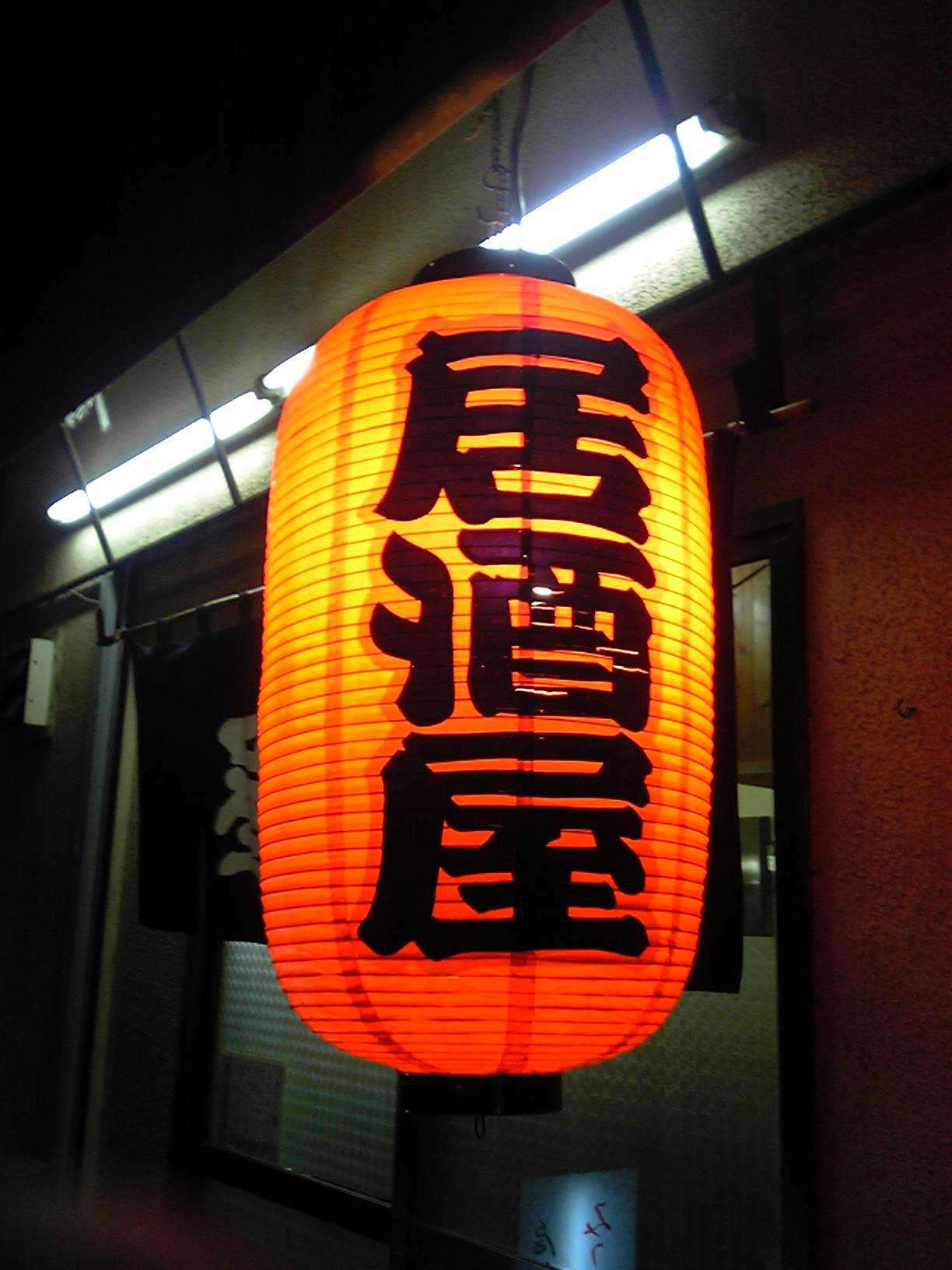
居酒屋の軒下につるされる赤提灯

- 料理として主に焼き鳥を提供する店は、「焼き鳥屋」と呼ばれることが多い。焼き鳥屋は店内に焼き鳥を焼く台を設置している。席数の少ない店では客の目の前で焼いていることが多い。
- 料理として主におでんを提供する店は「おでん屋」と呼ばれることが多い。おでん屋はしばしば店舗の形式ではなく屋台の形式で営業される。
- 焼肉店の中にも居酒屋の形式で営業をしているところもある。そういった店ではしばしば肉（筋肉部）よりもホルモン焼きを主として出す場合が見られる。
- お好み焼きの看板が掛かっていても、ビールの看板も一緒に出ている店や夕方から深夜にかけて営業する店などはお酒を飲む店であり、「お好み焼き屋」でないことがあるので注意が必要である。お好み焼きを提供しない店すら存在する。
- 店内に大きな炉を設置し、そこで焼いた料理を出す店は、「炉端焼き（ろばたやき）」と呼ばれることがある。炉端焼きでは、炉越しに料理などを渡すためにしゃもじを巨大にしたような特別な道具を使うことがある。
- 1人または2人の少人数で運営し、あまり大きくない店舗（しばしばカウンター席のみ）で営業している店は「小料理屋」と呼ばれることもある。特に、料理に凝ったものを用意している場合にこの名称が用いられる。
- 飲料として主にビールを提供することを目的としている店は、ビアホールと呼ばれる。一般の居酒屋よりも開放的に作られていることが多く、屋外で営業されるものはビアガーデンと呼ばれる。
- かつての居酒屋は、看板代わりに赤い提灯を店先に掲げていたことが多かったため、居酒屋を「赤提灯（あかちょうちん）」と呼ぶ人はいまだに多い。江戸時代には赤い提灯を看板代わりに吊り下げていた店の業種は様々であったが、第二次世界大戦後の大衆酒場が増えるにつれて居酒屋の代名詞的に広まり、21世紀に開店した店でも昭和レトロ風の演出に使う場合がある[5]。同様に、縄で作った暖簾を入り口に下げていた店が多かったことから、「縄暖簾（なわのれん）」と呼ぶ人もいる[1]。近年のチェーン店化された居酒屋をこれらの名前で呼ぶ人は少ない。むしろ昔ながらの居酒屋をチェーン店と区別するときにこれらの名前を使う。

## 文化
現在は老若男女を問わず利用されているが、かつては居酒屋は主に男性会社員や肉体労働者の大衆的な社交場として機能していた。これが日本の文化に与えている影響も少なくない。
歌謡曲の題材として取り上げられ、特に演歌で居酒屋の情景が歌われることが多い。また、日本映画の舞台として取り上げられることもある。
2000年代に入ると地域寄席を含めて各地で落語会の開催会場が寄席以外に広がり、居酒屋を会場にする上演の形式が定着しつつある。

### 居酒屋を題材にした作品
- 映画『居酒屋ゆうれい』-　1994年（平成6年）に渡邊孝好監督により映画化された。同年のキネマ旬報日本映画ベストテンに入った。その2年後には、同じ監督・脚本家の元、キャストとストーリーを一新した『新・居酒屋ゆうれい』も上映された。
- 小説『居酒屋兆治』（山口瞳） - 居酒屋を営む、まっすぐにしか生きられない男を描いた作品。高倉健主演で映画化もされた。
- 漫画『もっきり屋の少女』（つげ義春） - 主人公の青年が奇妙な方言を話すおかっぱ頭の少女に出会い、少女がホステスをする小さな茅葺屋根の居酒屋へ出向き、少女の不幸な身の上を知る[9]。
- 歌謡曲「居酒屋」-　五木ひろしと木の実ナナが歌い1982年（昭和57年）に流行した。いまでもカラオケでよく歌われている。
- 歌謡曲「居酒屋サンバ」 - 南かなこが歌い2003年（平成15年）に流行。居酒屋のメニューが出ることで有名。
- テレビドラマ「居酒屋もへじ」 - 2011年からTBS系で放送された日本のテレビドラマ。
- テレビ時代劇 - 小説を下敷きに居酒屋の場面が入る例がしばしば見られ、シリーズになった「鬼平犯科帳」(池波正太郎) や「御宿かわせみ」(平岩弓枝)、「桃太郎侍」(山手樹一郎)があげられる。
- 落語「居酒屋」- 酔っぱらい客が居酒屋で働く小僧をからかうという噺。
- 小説『異世界居酒屋「のぶ」』（蝉川夏哉） - 中世ヨーロッパ風の異世界で日本人の店主が開業した居酒屋を舞台に巻き起こる出来事を描いたライトノベル。漫画、テレビアニメ、テレビドラマ化もされている。

また、海外でも居酒屋（に相当するもの）を題材とした文芸作品などがある。
- 小説「居酒屋」L'Assommoir （エミール・ゾラのルーゴン・マッカール叢書）

## 定番メニュー
居酒屋は様々な形態のお店があるが、「居酒屋といえばたいていこれは提供している」という、「定番メニュー」がある。主なものを下に列挙する。

### 酒類
- 日本酒（熱燗、吟醸酒）
- ビール（ビールと称して発泡酒や第三のビールを出す店がある）
- 焼酎
- サワー（主に関東地方、ハイサワーが有名。他地域ではチューハイが主）
- チューハイ
- ワイン
- ウイスキー、ハイボール（近年に取り扱う店舗が増えている）
- ホッピー（主に関東地方）

### 料理
- サラダ（ポテトサラダ、マカロニサラダなど）
- おでん
- 焼き鳥
- 冷奴
- 枝豆
- 刺身
- 唐揚げ
- 漬け物（お新香）、キムチ
- 乾きもの（柿ピー、裂き烏賊など）
- 塩辛
- もつ（ホルモン）料理（もつ煮込み、酢もつ、ホルモン焼き、もつ鍋など）
- だし巻き卵
- ポテトフライ

### お通し、突き出し
入店して酒を注文すると、他に何も頼んでいなくても小皿や小鉢に入った一品料理が出てきて代金を取られる場合が多い。これは「お通し」もしくは「突き出し」と呼ばれるもので、最初の注文が入ってから客に出すまでの時間をつなぐためとされる。関東では「お通し」、関西では「突き出し」と呼ぶ所が多いようだが、両者で正反対の言葉を同義語として使っている。
あらかじめ作っておいてすぐに出せるもの、あるいは前日の残り物などを上手く処理して出す。枝豆のほか、前日に刺身で出していた魚を煮付けにして出すなど、いくつかの例がある。店側にとって、お通しは「客単価を確実に上げられるうえ、質をあまり問われないので利益率が高くありがたい商品」として重宝されている側面もある。
「頼んでいないから代金は払わない」などのトラブルを回避するため、「（お通しを）頂戴致します」「酒類をご注文のお客様にお召し上がり頂きます」など、料金システムとして明示する場合も見受けられる。一方、「頼んでいない商品を一方的に出すのは客に余計な負担をかける」という理由から、お通しを出さないことをセールスポイントの一つとするチェーン店や、「お通しが要らないお客様には提供しない」ことをメニューなどで明示しているチェーン店も出てきている。
主な居酒屋チェーンのお通し、突き出し
- 串カツ田中 - キャベツとソースをセットで300円(税込)。※大阪・兵庫はキャベツとソースに併せて枝豆で様330円(税込)。
- 鳥貴族 - なし。
- ワタミ - なし。
- 世界の山ちゃん - お通し＆席料はなし。※お一人様につき『1ドリンク』ご注文。
- ダンダダン (企業) - お通し代、チャージ料はなし。
- 赤から - 300円（税抜）

## 主な居酒屋チェーン
- 白木屋、魚民、笑笑（モンテローザ）

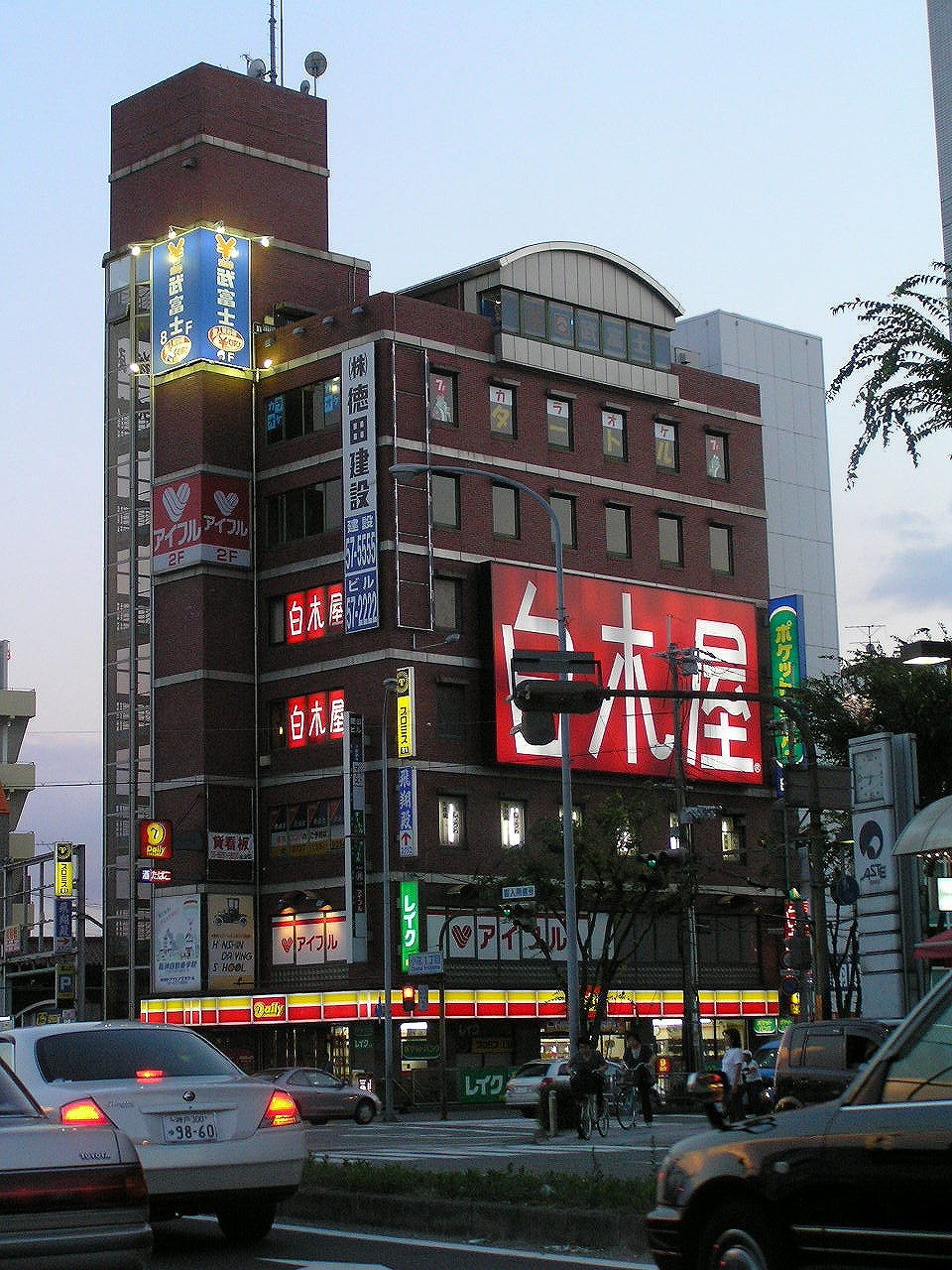
白木屋

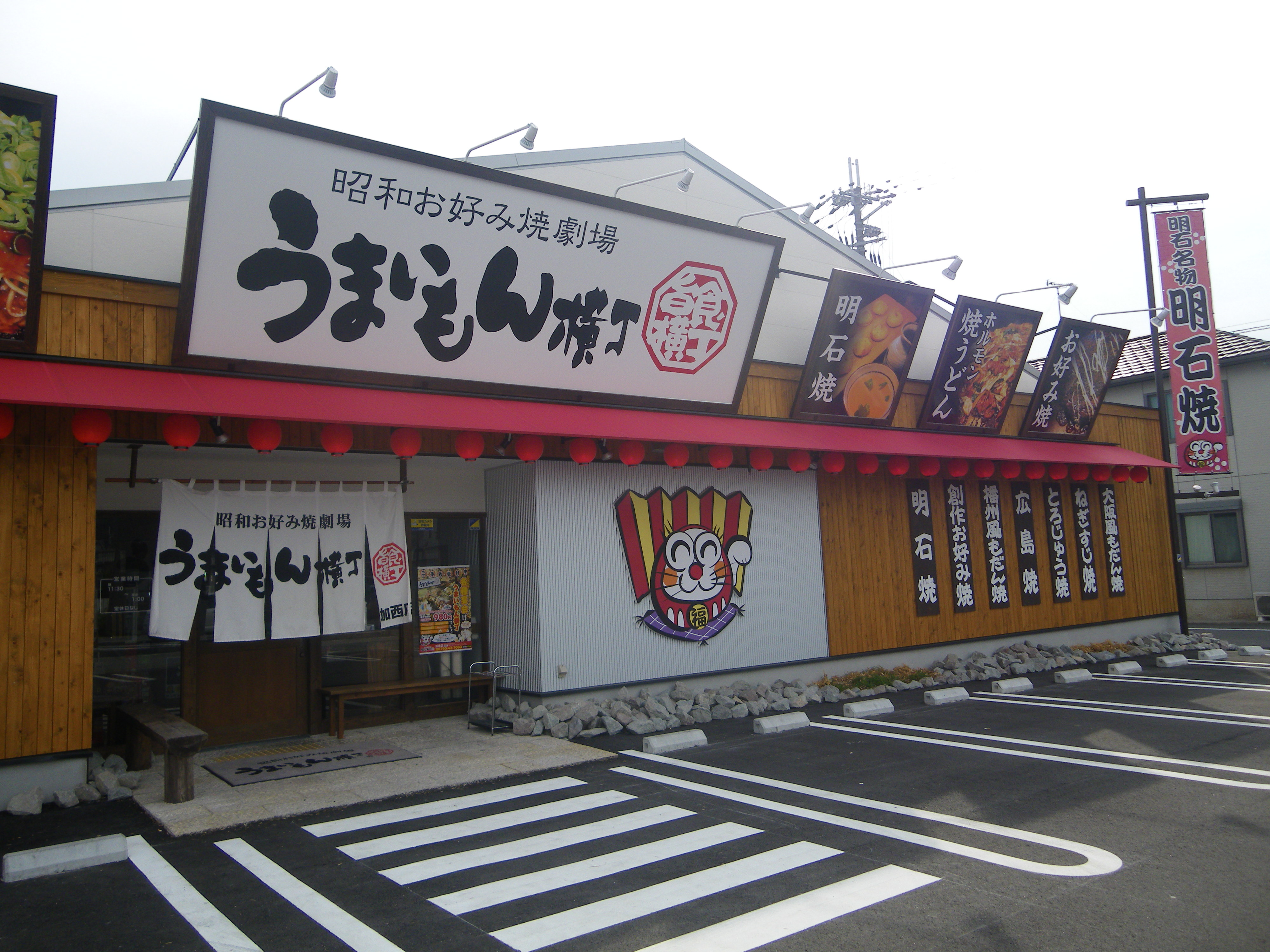
うまいもん横丁加西店

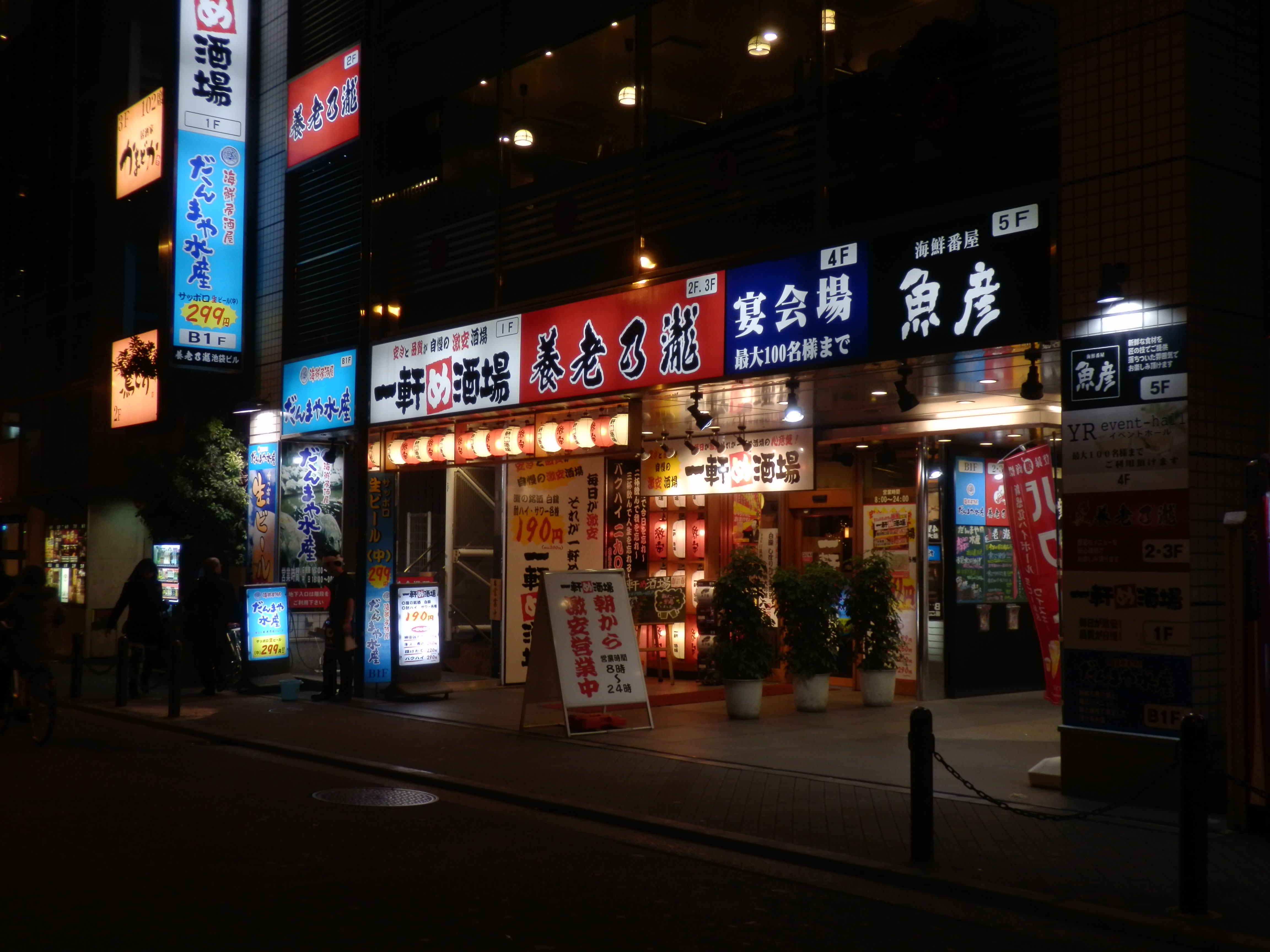
養老乃瀧

- 昭和お好み焼き劇場うまいもん横丁 - 内装を昭和40年代の街並みの再現にコンセプトを統一。
- 若の台所、赤鶏御殿、かまくら御殿、蒼の洞窟物語、京の町に夢が咲く、桜坂、さくらさくら、和桜ひとひら、柚柚、水都の饗宴、竹取御殿、竹取の眞ぼろしなど（アンドモワ）
- やぐら茶屋（ダイワエクシード）
- 磯丸水産、鳥良商店（SFPホールディングス株式会社）
- はなの舞、団欒炎（チムニー）
- 和民、和み亭、三代目鳥メロなど（ワタミ）
- 酔虎伝、八剣伝、居心伝など（マルシェ）
- 甘太郎、贔屓屋など（コロワイド）
- 土間土間、とりでんなど（レインズインターナショナル）
- 鮒忠（浅草）
- 庄や、やるき茶屋など（大庄）
- さくら水産（テラケン）
- サッポロライオン（サッポロビール系）
- 庄屋など（ニユートーキヨー）
- 養老乃瀧、だんまや水産、一軒め酒場（養老乃瀧）
- 東方見聞録、月の雫など（三光マーケティングフーズ）
- つぼ八
- 村さ来など（焼肉坂井ホールディングス）
- 世界の山ちゃん（エスワイフード）
- 居酒屋 藩（西洋フード・コンパスグループ）
- 天狗（テンアライド）
- 鳥貴族
- 新時代（ファッズ）
- や台ずし、ニパチ（ヨシックス）
- 塚田農場、四十八漁場など（エー・ピーカンパニー）